# كيروف (مقاطعة كيروف)
كيروف (بالروسية: Киров) هي إحدى مدن روسيا في الكيان الفدرالي الروسي كيروف أوبلاست.
تقع مدينة كيروف (فياتكا سابقا) على نهر فياتكا على بعد 896 كم عن العاصمة موسكو، وتبلغ مساحتها 757 كيلومترا مربعا وتعداد نفوسها أكثر من 460 الف نسمة. المدينة مركز صناعي وثقافي وعلمي في مقاطعة كيروف.
يعود تاريخ تاسيس المدينة إلى عام 1181. وجاء ذكرها في المدونات التاريخية لأول مرة عام 1374. في عام 1455 شيد عند مصب نهر خلينوفيتسا كرملين تحت اسم خلينوف الذي أصبح يطلق على المدينة أيضا إضافة إلى اسم فياتكا. وأصبحت المدينة منذ اواسط القرن الـ 15 مركزا للحرف والصناعات الشعبية والتجارة وانضمت إلى امارة موسكو عام 1489.
توسعت المدينة وتطورت حول الكرملين وأصبحت كقلعة عسكرية محاطة بسور خشبي في اواسط القرن الـ 17. وفي عام 1796 استحدثت محافظة فياتكا وأصبحت المدينة مركزا لها وثبت اسمها فياتكا.
تطورت الصناعة في القرن الـ 18 بالمدينة حيث ازدهرت صناعة الجلود والفراء وصناعة الخمور وافتتحت فيها ورشات صناعية مختلفة وكانت تقام فيها أسواق تجارية سنوية كما افتتحت فيها المدارس ومدرسة دينية. وفي نفس الوقت أصبحت منفى للسياسيين امثال الكسندر غيرتسين وسالتيكوف – شيدرين وغيرهم. وفي عام 1797 بدأت أول مطبعة بالعمل في المدينة تبعها عام 1799 افتتاح أول صيدلية اهلية ثم افتتحت عام 1809 صيدلية حكومية وفي عام 1811 افتتحت فيها مدرسة ثانوية للبنين وفي عام 1820 مدرسة خاصة لأولاد موظفي الدولة تبعها عام 1859 افتتاح مدرسة مهنية للبنات. استمر توسع المدينة وتطورها حيث كان فيها عام1856 أكثر من 20 كنيسة و1000 مبنى و220 متجرا. في عام 1874 أنتجت ورشات المدرسة الثانوية الصناعية في المدينة ماكنة لاطفاء الحرائق، وتحولت هذه الورشات إلى مصنع يعمل حاليا تحت اسم «مصنع كيروف لإنتاج ماكينات الخراطة». أول دارسينما بالمدينة بدأت بعرض الافلام عام 1897 وفي عام 1900 افتتحت أول مكتبة عامة. وفي عام 1909 شيد أول مسجد في المدينة وفي عام 1912 انشئت حديقة النباتات.
بعد ثورة أكتوبر عام 1917 قرر مجلس المحافظة عدم الاعتراف بسلطة البلاشفة واعلن المحافظة جمهورية مستقلة. إلا أن هذا لم يدم طويلا حيث اقيمت السلطة السوفيتية في المحافظة وافتتحت مراكز محو الامية فيها، حيث تم القضاء على الأمية عام 1929 تماما.
استمر تطور المدينة وبلغ عدد المؤسسات الصناعية فيها عام 1938 حوالي 30 مؤسسة إضافة إلى الورشات العديدة التي كانت منتشرة في المدينة. وفي عام 1934 أصبح اسمها كيروف بعد مقتل سيرغي كيروف أحد قادة ثورة أكتوبر من مواليد المحافظة.
خلال الحرب الوطنية العظمى (1941 – 1945) أجليت إلى المدينة مصانع عديدة من موسكو ولينينغراد وغيرها من المدن والتي شكلت القاعدة الصناعية الأساسية للمدينة، كما نقلت إليها من لينينغراد الأكاديمية البحرية – العسكرية للعلوم الطبية حاليا كلية الطب العسكري بأكاديمية كيروف للعلوم الطبية.
بعد انتهاء الحرب افتتحت في المدينة مؤسسات صناعية عديدة مثل مصنع لإنتاج المعدات والآلات الزراعية ومصنع بناء الماكينات ومصنع الإطارات ومصنع معالجة خامات المعادن الملونة إضافة إلى مصانع المواد الغذائية والصناعات الخفيفة ومواد البناء وغيرها.
توجد في المدينة مجموعة من المتاحف مثل متحف تاريخ المقاطعة ومتحف الفنون ومتحف تسيولكوفسكي للطيران والفضاء ومتحف الديوراما والقبة الفلكية ومتحف المتحجرات وغيرها. كما تعمل في المدينة عدة مسارح مثل مسرح الدمى ومسرح الشباب ومسرح الدراما وغيرها كما يعمل السيرك.
توجد في المدينة مجموعة كبيرة من الجامعات والمعاهد العليا منها جامعة فياتسك الحكومية وأكاديمية العلوم الزراعية وجامعة العلوم الإنسانية ومعهد اللغات الاجنبية ومعهد الموسيقى والفنون وغيرها إضافة إلى وجود فروع عديدة لجامعات حكومية واهلية أخرى. كما توجد فيها مجموعة من المعاهد المهنية المتوسطة وثانويات مهنية ومدارس للموسيقى والفنون وغيرها من المؤسسات التعليمية. وتتمركز في المدينة معاهد عديدة للبحوث العلمية.
وتفتخر المدينة بعدد متنزهاتها وحدائقها العامة مثل متنزه كيروف ومتنزه غاغارين وحديقة النباتات ومتنزه النصر وحديقة الحيوانات وغيرها.
والمدينة غنية باثارها التاريخية ومعالمها المعمارية العديدة منها دير صعود العذراء للرهبان (1684) ودير التجلي للراهبات (1696) وكاتدرائية المخلص (1769) وكاتدرائية سيرافيم ساروفسكي (1904) ومسجد المدينة (1909) وغيرها من دور العبادة والرهبنة.
ان القسم التاريخي للمدينة يقع على الضفة اليسرى لنهر فياتكا ويحتوي هذا القسم على شبكة شوارع مستقيمة ومتعامدة ويوجد في هذا القسم من المدينة العديد من المباني التاريخية مثل المباني السكنية والمباني الحكومية وكنائس وكاتدرائيات تعود إلى القرن الـ 17 والقرن الـ 18. إضافة لكل هذا يوجد في المدينة عدد كبير من التماثيل والنصب التذكارية.

## معرض صور

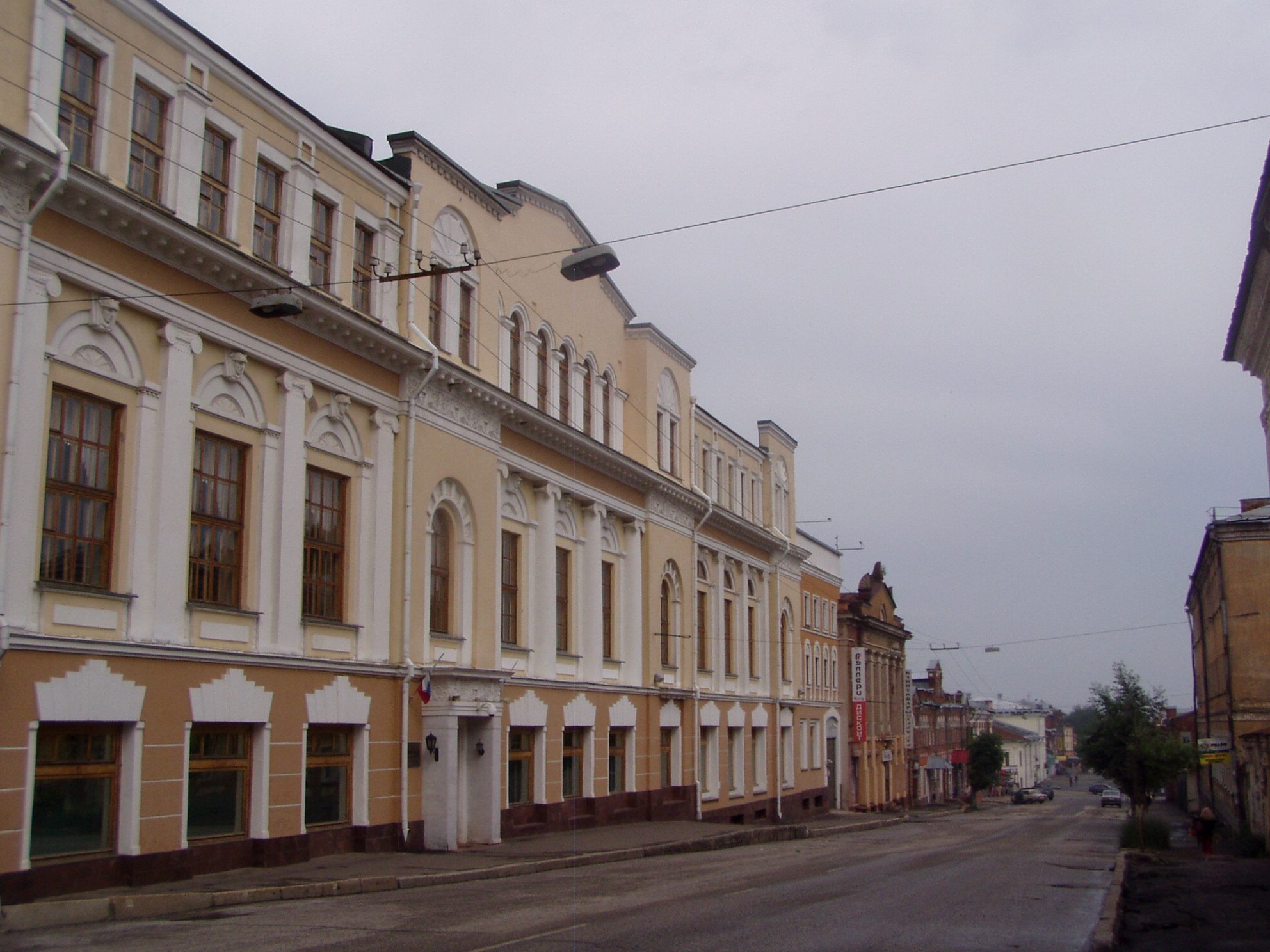
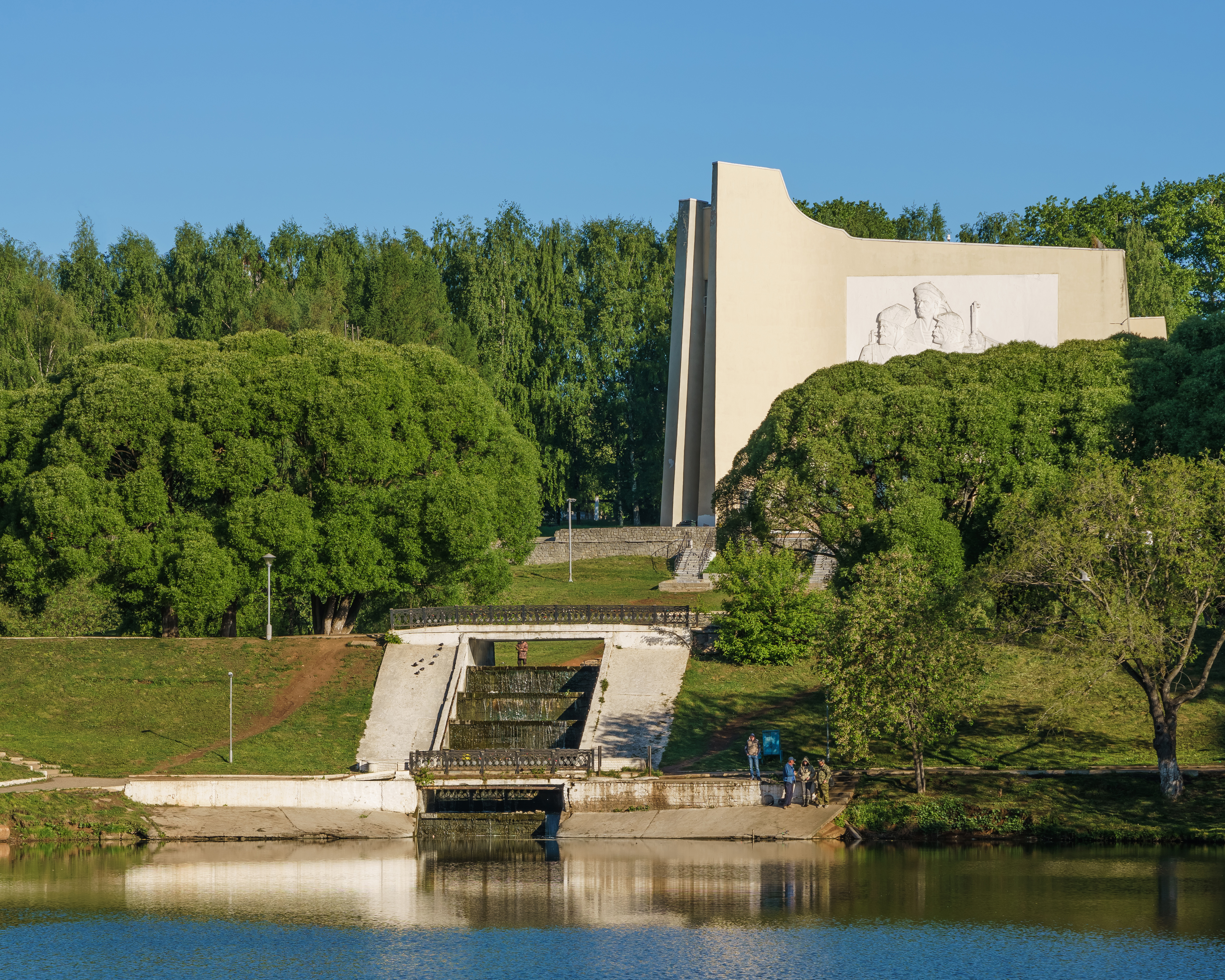
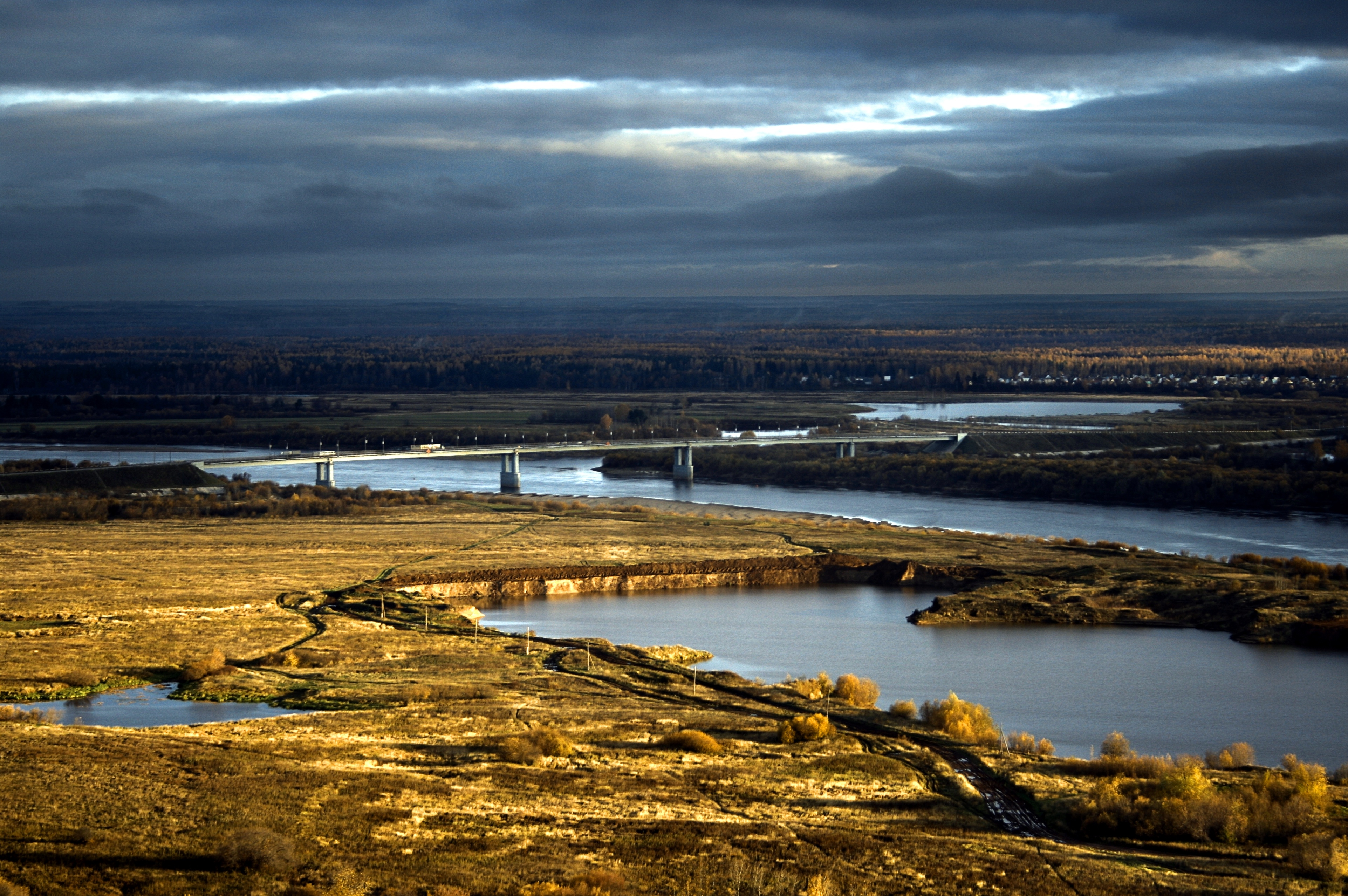
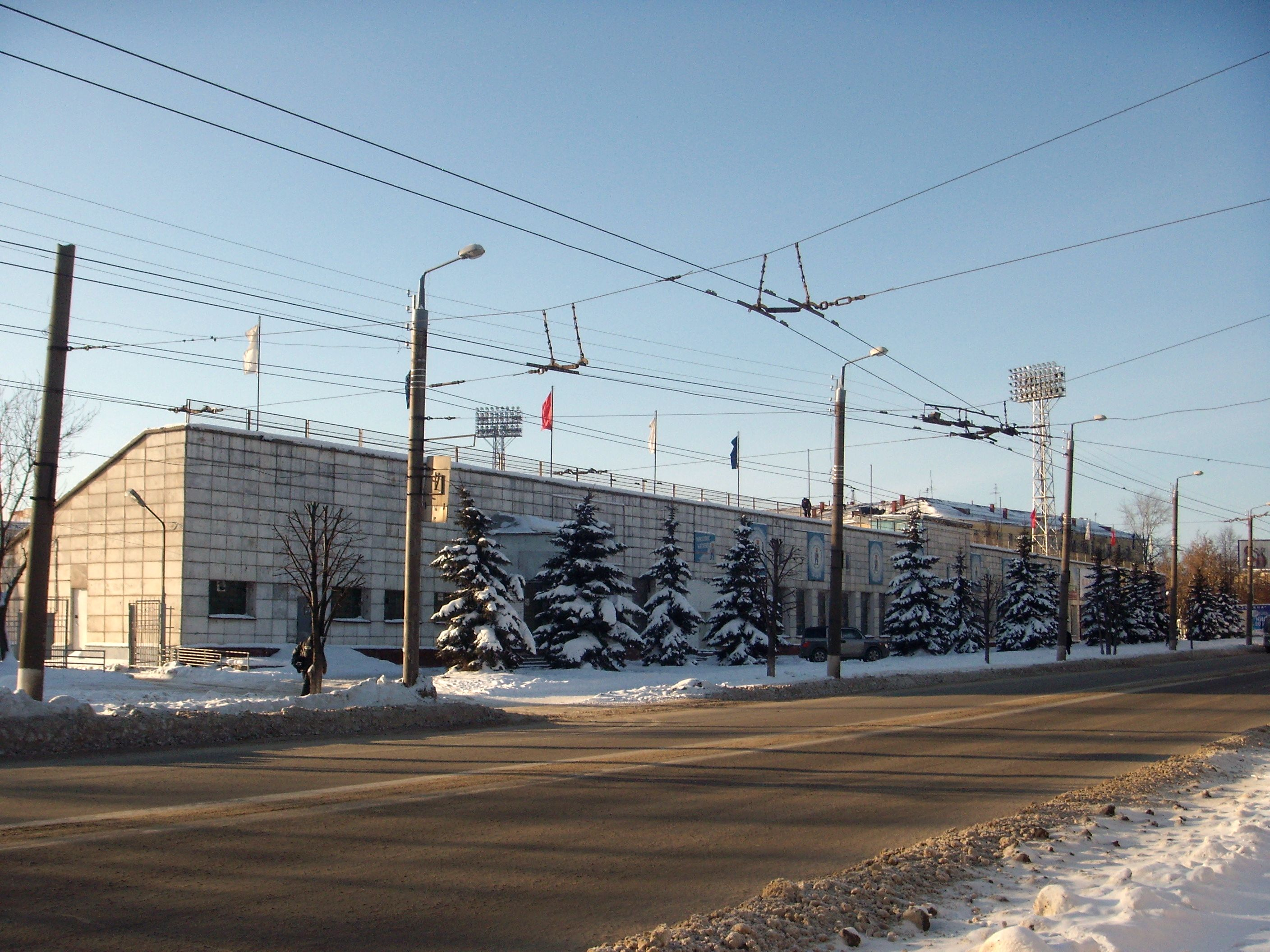
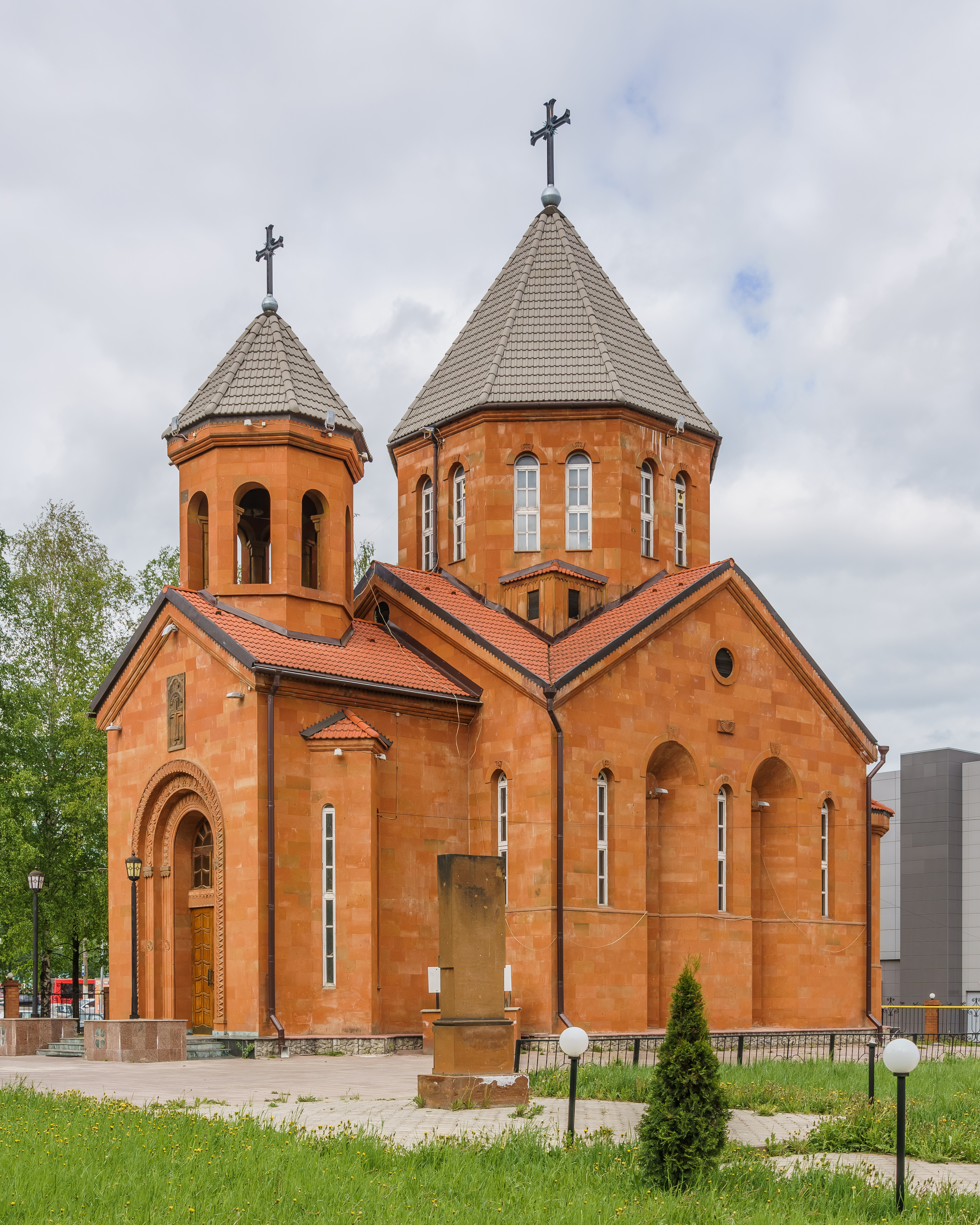
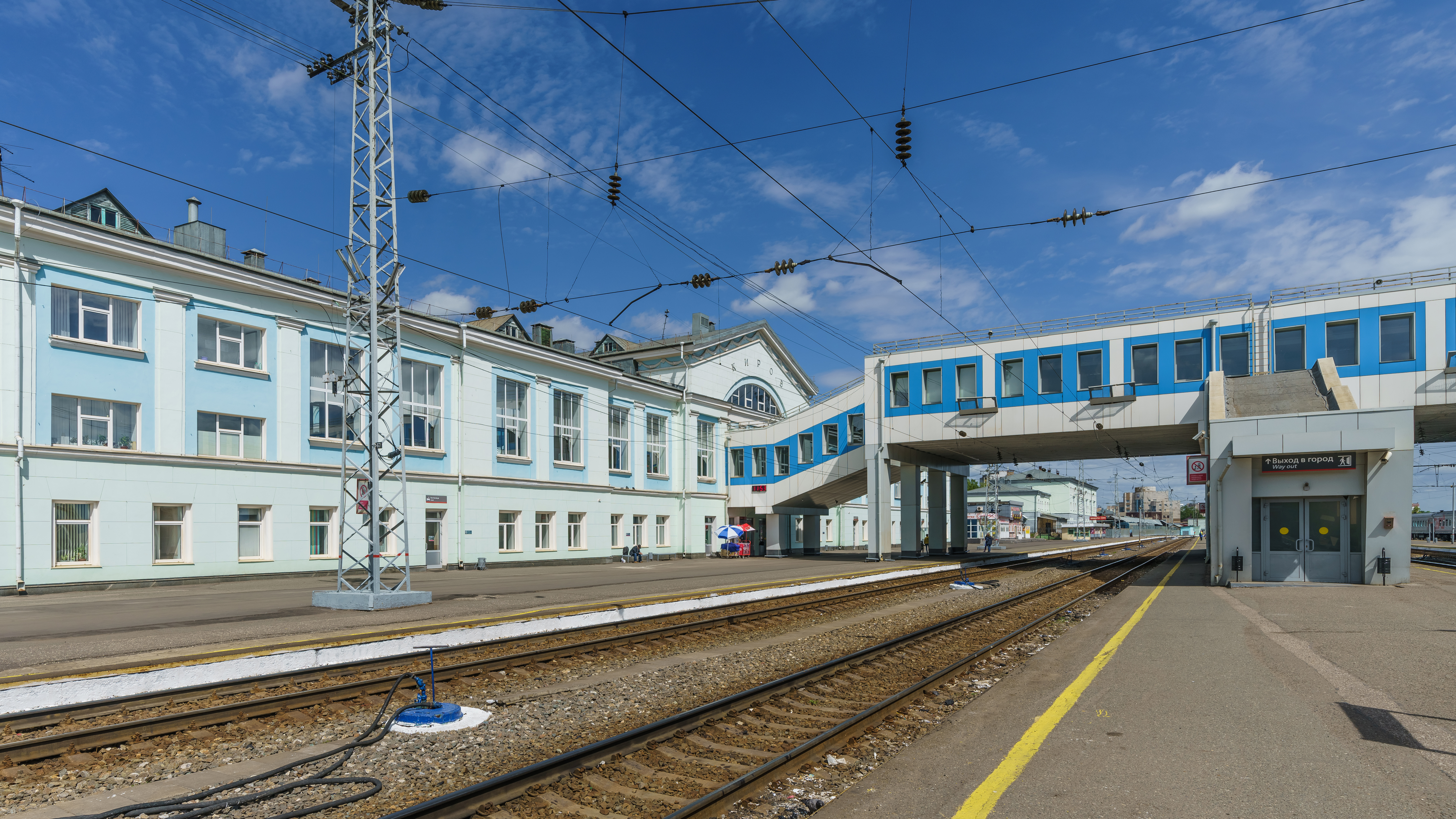